# Церковь Преображения Господня (Бежица)
Церковь Преображения Господня — несохранившийся православный храм в Бежице (ныне район Брянска). Храм был построен в 1880—1884 годах по проекту Александра Гренера на средства работников Брянского рельсопрокатного, железоделательного и механического завода и по заказу его акционеров. Деятельное содействие оказала княгиня Анна Тенишева.
Храм был пятиглавым и крестообразным в плане. Его стены были сооружены из рельсов и облицованы внутри дубовыми досками, а снаружи – кирпичом. Центральную часть венчал массивный световой восьмерик под шатром с главой. Ветви креста завершались пониженными одноглавыми четвериками, в одном из которых находилась колокольня. Церковь превосходила размерами городской собор Брянска.
При храме существовала образцовая в уезде церковно-приходская школа, построенная в 1894 году. В 1897 и 1909 годы были устроены два придела. В 1915 году церковь посетил император Николай II. Храм был закрыт в 1929 году и осквернён: переоборудован под цирк и кинотеатр, а в 1933—1935 годах полностью разобран. 
В 1937 году бывший настоятель храма священник Афанасий Преображенский и священник Симеон Красовский были расстреляны. Сегодня на месте церкви Преображения Господня пустырь. До наших дней частично сохранилось лишь здание богадельни при храме.